# George Radu Melidon
George Radu Melidon (né le 13 mars 1831 à Roman et décédé le 11 mai 1897 à Roman) était un didacticien, poète, écrivain, journaliste et traducteur roumain de la génération de 1859. Pédagogue par vocation, il militait pour l'idée nationale et a occupé des fonctions importantes au sein du système éducatif des Principautés unies de Moldavie et de valachie et du Vieux Royaume pendant la seconde moitié du dix-neuvième siècle. Il a contribué à sa réorganisation et à son renouveau.

## Vie et carrière
George Radu Melidon est né le 13 mars 1831, ou selon d'autres sources le 31 mai 1931,,, de Gheorghe et Ecaterina, Melidon. Son père était professeur, sa mère venait d'une famille de prélats. Son grand frère, Grigore, a étudié à l'Academia Mihăileană de Iași et est devenu professeur au sein de cette institution,. Après avoir quitté l'école primaire, George Radu l'a également intégrée,, afin d'étudier l'histoire et la littérature, avant d'être envoyé à Paris en 1855 pour étudier les mathématiques,.

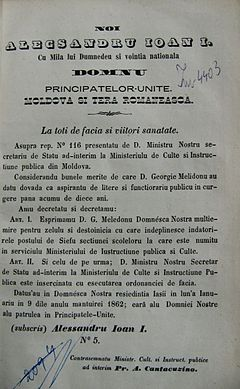
Decretul din 9 ianuarie 1862 al domnitorului Alexandru Ioan Cuza prin care îi mulțumește lui George Radu Melidon, numit șef de secție în Ministerul Cultelor și Instrucțiunii Publice.

Sa carrière a débuté en 1856 en tant que bibliothécaire à l'Academia Mihăileană. Son ascension fut rapide : professeur de mythologie, rhétorique et poésie au lycée central de Jassy,,, en 1856, chef de section au ministère des Cultes et de l'instruction publique de Moldavie en 1857,,, puis directeur en 1860,,, directeur général de l'enseignement primaire des Principautés unies de Moldavie et de Valachie en 1862,,. En 1866, il devint inspecteur scolaire d'une large zone géographique et résident de la ville de Roman,. En 1868, il devint le premier directeur du Collège national de Pédagogie Carol I de Câmpulung Muscel,. Des problèmes de santé l'obligent, à compter des années 1880, à prendre sa retraite et à se retirer à Roman, où il resta cependant actif en tant que professeur d'histoire remplaçant au Collège national Roman Vodă,,,,. Le 2 avril 1885, il consent une donation à la mairie de Roman, qui jettera les bases de la première bibliothèque publique de sa ville natale, dont il fut également le premier bibliothécaire,,,. L'année suivante, il cesse toute activité didactique.
Il était polyglotte, maîtrisait l'allemand, le français, le latin, le grec et s'était familiarisé avec cette littérature populaire „dans le but qu'ensuite elle produise également ces résultats dans la littérature nationale roumaine”.
De ses anciens enseignants à l'Académie, ceux qui ont gardé des liens avec lui furent son professeur de rhétorique Dimitrie Gusti et son professeur d'histoire Theodor Codrescu. C'est dans la maison d'édition de ce dernier à Jassy ("Buciumul român") que le jeune étudiant a publié son premier volume, une traduction de la langue allemande d'un "livre de lectures" (1856) À Dimitrie Gusti Melidon a dédié sa première œuvre originale en 1858, mais il fit ses débuts dans la presse au journal Zimbrul dirigé par Theodor Codrescu.
Dix ans plus tard, en 1868, en sa qualité de ministre des Cultes et de l'instruction publique de Roumanie et en tant que président de la commission chargée par le roi Carol I de la création de l'école normale de Bucarest Dimitrie Gusti a nommé Melidon en tant que premier directeur de cette institution. La proposition à l'origine de cette nomination émanait de V.A. Urechia, son ancien condisciple de Jassy, qui était directeur au ministère, et fin connaisseur de l'activité de Melidon, qu'il considérait comme un célébrateur zélé de la culture roumaine, chef de gare de l'école.
C'était un vif polémiste, doué de verve, d'humour et de spontanéité mais aussi un homme sincère qui avait le courage de ses opinions, qu'il exprimait sans hésitation.
Les 15 et 16 août 1871 au monastère de Putna, il participa à une rencontre avec des représentants des jeunes étudiants à l'étranger, parmi lesquels Mihai Eminescu, Ioan Slavici et Ciprian Porumbescu.
Il avait une épouse du nom d'Elena domiciliée à Bucarest et un fils, Dimitrie [Demetriu]-Radu Melidon, né à Bucarest le 15 février 1872. Malade et en butte à des difficultés financières après sa retraite, il dut solliciter l'octroi d'une bourse d'études pour son fils.
Il est décédé en 1897 à Roman des suites d'une maladie incurable et fut enterré au cimetière de sa ville natale.

## Œuvre

### Développement de l'éducation nationale
Le professeur Melidon, homme d'une vaste culture et d'un puissant sentiment patriotique, fut un militant de l'élévation culturelle et de l'instruction du peuple roumain : dans son Lepturariu Românesc, Aron Pumnul le présente comme un lutteur pour le développement de l'enseignement,. Ses mérites ont été incontestables dans la direction des écoles.
En 1862 il fut chargé par le ministre de l'Instruction publique en qualité de directeur général de l'enseignement primaire de la rédaction d'un mémoire statistique sur la situation dans laquelle se trouvait l'enseignement public et son administration, mémoire qu'apprécia le prince Alexandru Ioan Cuza. Un nouveau rapport en 1868, celui-ci en qualité d'inspecteur des écoles, dans lequel il dépeint les difficultés de l'enseignement rural, le conduit à être nommé à la tête de l'école normale Carol I Intelligent, cultivé, d'esprit vif et d'une pédagogie pleine de tact, Melidon a su se faire aimer de ses élèves. Sous sa conduite, l'école normale a progressé rapidement et les résultats se sont vus dans le territoire dès que les étudiants de 1871 ont commencé à pratiquer.
Il s'est engagé pour l'amélioration du niveau scolaire et a combattu l'idée répandue à l'époque selon laquelle il suffisait de savoir lire et écrire.
Pour ses services, il fut décoré de l'ordre "Bene Merenti" et de l'ordre de l'Étoile de Roumanie au grade de cavalier.

### L'idée nationale et l'œuvre didactique

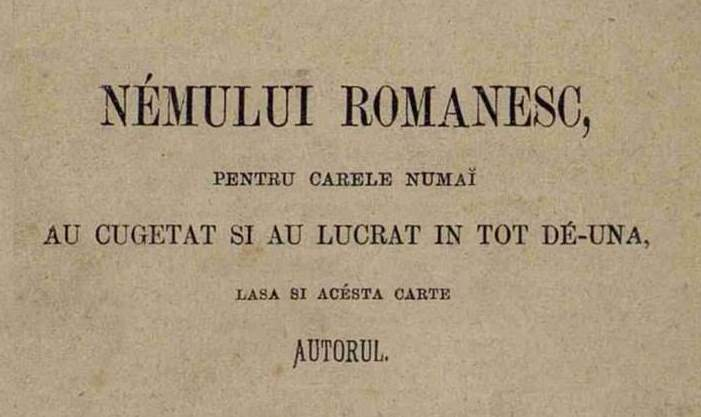
Dedicace à son ouvrage de 1874

Les idées nationalistes à l'époque du royaume de Roumanie ont trouvé un terrain fertile dans le domaine de l'éducation nationale. Les livres majeurs de ce nouveau courant de pensée furent au nombre de deux : Pedagogia [La Pédagogie] de Simion Bărnuțiu (1870), qui délimita de manière scolastique le terrain pour une pédagogie nationaliste militante et le Manualul invĕțietorului sau Elemente de pedagogie practica în usul șcólelor populare [Manuel de l'élève ou éléments de pédagogie pratique à l'usage des écoles populaires] de George Radu Melidon (1874). Si le premier de ces deux travaux a énoncé l'essence des nouveaux paradigmes d'un nationalisme d'exclusion d'un point de vue ethnique, la manuel de Melidon l'a consacré comme un fondement de l'éducation roumaine. Ainsi de sa position de dirigeant d'une institution centrale de pointe en matière de méthodologie, son œuvre de pédagogie appliquée a joué un rôle de courroie de transmission entre les idées de Bărnuțiu et les pratiques éducatives à travers le territoire.
Une fois obtenu le poste de directeur des écoles, Melidon s'est préoccupé du développement de l'éducation dans les villages et de la formation des instituteurs qui ont commencé à mettre en pratique ces desseins, puis quand il est arrivé à la tête de l'école normale Carol I de Bucarest, il a élaboré un programme d'apprentissage, et s'est efforcé de transformer son institution en centre modèle de guide méthodologique pour les autres écoles normales du pays.
Melidon considérait l'enseignement rural comme le véritable repère central du roumanisme, calibrait son discours en fonction de ses cibles et investissait le cadre didactique d'un rôle missionnaire. Conformément à ses concepts, cela l'a conduit à trouver une place pour les idées et l'éthique nationalistes et à les promouvoir dans le cadre socio-culturel du village imprégné d'ethos religieux et de morale orthodoxe. Comme incubateur du nationalisme l'école s'efforçait de devenir comme une deuxième église, l'éducation commençait à mentionner des bases de morale chrétienne bien qu'elle ne pût plus rester la prérogative de l'église ou du pope. Les professeurs étaient appelés à enseigner la nation. L'éducation morale des jeunes était dirigée sur deux voies, l'éducation religieuse, et l'histoire-géographie pour stabiliser les nécessaires repères chronologiques nationaux.
Sans minimiser le rôle de l'éducation religieuse, le centre de gravité de l'enseignement était circonscris à cette éducation nationaliste, qui passait par l'étude de l'histoire.
Il faut cependant mentionner qu'au quart de siècle après l'Union des Principautés roumaines, le nationalisme promu par les idées de Bărnuțiu et les directives pédagogiques de Melidon mettait en avant y compris des accents xénophobes, matérialisés en particulier dans les livres de lecture et les manuels d'histoire écrits pour les écoles primaires et dans les messages disséminés dans les écoles élémentaires par les cadres didaciques convertis au rôle d'apôtres du roumanisme.

### Idée nationale et histoire militante

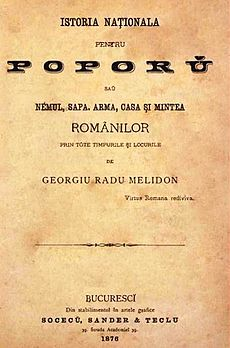
Couverture de l'histoire nationale pour le peuple (București, 1876)

Mettant en pratique ses idées de pédagogie nationale, Melidon a écrit Istoria naționala pentru poporu sau Némul, sapa, arma, casa și mintea Românilor prin tóte timpurile și locurile [Histoire nationale pour le peuple ou la nation, la pioche, l'arme, la maison et la sagesse des Roumains à travers le temps et l'espace], un manuel qui a symbolisé le type idéal de l'histoire militante et dont le premier but fut d'éveiller la conscience nationale comme condition préalable à la protection et à l'extension de l'unité de l'état national roumain, en cherchant à rendre plus vivants et mémorables les faits historiques racontés en les illustrant par divers morceaux de lecture (chants populaires, contes, ballades, proverbes, fables, poésies).
La monarchie héréditaire de Carol I était considérée dans ce contexte comme une garantie de d'une souveraineté étatique roumaine robuste, un coffrage institutionnel dont le rôle était de préserver le pays du peuple roumain. À cette époque, le manuel a péché aussi par les erreurs propres à une forme de narcissisme culturel collectif, un exemple concluant étant l'affirmation de la supériorité du peuple roumain aux autres peuples, à cause de des origines latines supposées pures.

### Écrits
Les préoccupations de George Radu Melidon furent avant tout didactiques. Parallèlement à ses livres, il a écrit dans des almanachs et d'autres publications de l'époque, des articles sur des thèmes politiques (bien documentés et dans lesquels apparaissait la cause roumaine), sociaux, commerciaux. Il s'est consacré comme militant aux droits politiques et territoriaux des Roumains. Il a collaboré aux journaux Zimbrul, Foiletonul Zimbrului, Foița de istorie și literatură, Foaie pentru minte, inimă și literatură,,, Secolul al nouăsprăzecelea, Trompeta Carpaților, Instrucțiunea publică, Corespondența provincială, Colectorul literar pentru ambe sexe, Vocea Romanului, ainsi qu'à l'almanach de Gheorghe Asachi Almanah pentru români (1856-1858) et qu'à l'Almanah de învățătură și petrecere (1857-1859).
De même, il s'est intéressé aux règles poétiques dans son livre Regule scurte de versificație română [Brèves règles de versification roumaine], qui a représenté à l'époque un saut qualitatif vers une modernisation terminologique et théorique Dédié à son mentor, Dimitrie Gusti, son travail comprend trois sections: règles générales de versification, licences poétiques et défauts de versification, prosodie poétique appliquée à la versification moderne Astfel deși terminologia utilizată a fost de factură greco-romană clasică – venită pe filiera limbilor romanice, a fost adaptată la limba română. Des parties de ce travail sont parues dans Transilvania, dans les numéros 42-46 de 1859 de la revue Foaie pentru minte, inimă și literatură.
Melidon a fait partie du cercle d'écrivains autour de Gheorghe Asachi Ses contemporains l'ont décrit comme un homme d'une fantaisie riche, qui, insoumise à quelque discipline littéraire, avait tendance à le mener souvent vers la bizarrerie En poésie, il a cherché à imiter d'autres poètes de son époque, en particulier Grigore Alexandrescu. avec beaucoup de patriotisme militant, d'amours conventionnelles, d'allégories philosophiques, de didactisme,..
Il a également écrit en prose, en particulier des écrits de voyage (Călătorie în Moldova de Sus, De la Iași la Roman), marqués par des comparaisons livresques et la mise en valeur des beautés de son pays. À la lecture, Călătorie în Moldova de Sus [Voyage en Basse-Moldavie] est instructif et développe une conscience politique souvent alerte, De la Iași la Roman [De Jassy à Roman] est un journal de voyage fluide, dans lequel sans perspicacité remarquable sont décrits les êtres et les mœurs, les lieux et les institutions publiques, et les péripéties du voyage avec la poste sont racontées plaisamment, sur le ton de la plaisanterie.
Comme il a écrit Un vis curioz [Un rêve curieux], vision onirique d'une société roumaine imaginée dans l'avenir, Melidon a été classé parmi les utopistes et considéré comme le premier représentant de la science-fiction roumaine,,.
Son activité de traducteur a abouti à plusieurs articles de la presse de l'époque, ori traducerea Întâlnirea d. A. de Lamartine cu sultanul Abdul Megid [Rencontre de M. A. de Lamartine avec le sultan Abdul Megid] (paru dans „Zimbrul” en 1851) ou au livre Învețemêntul popular (1871, traduction d'après Léon Lebon). Il a également traduit de la langue allemande l'œuvre de Schiller, Friedrich Philipp Wilmsen (1856, Prietenul tinerimei: Carte de cetire pentru skoalele populare de G. P. Bilmsen). Il a également écrit un manuscrit, une traduction de la langue grecque, „Viața lui Sulla Romanul dupre Plutarcu, traducere de Georgiu Radu Melidon, directorul Școalei Normale Carol I”, présenté à l'Académie pour sa première.

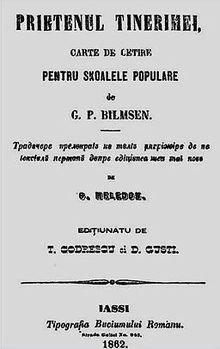
Prietenul tinerimei – traducere din 1856 după Friedrich Philipp Wilmsen (ediția a doua, 1862)

#### Livres publiés
- Carte de lectură [Livre de lecture] (1858)
- Regule scurte de versificație română [Brèces règles de versification roumaine], Jassy, Tipografia Buciumul român, 1858
- Relațiune statistică de starea școleloru in Moldova – Memoriu prezentatu D. Ministru de Culte și Instrucțiune Publică în 1 ianuarie 1862 [Relation statistique de l'état des écoles de Moldavie, mémoire présenté par M. le ministre des Cultes et de l'Instruction publique le premier janvier 1862], Jassy, 1862
- Manualul invĕțietorului sau Elemente de pedagogie practica în usul șcólelor populare (Manuel de l'élève ou éléments de pédagogie pratique à l'usage des écoles populaires) (Bucarest, 1874)
- Istoria naționala pentru poporu sau Némul, sapa, arma, casa și mintea Românilor prin tóte timpurile și locurile (Histoire nationale pour le peuple ou la nation, la pioche, l'arme, la maison et la sagesse des Roumains à travers le temps et l'espace), (Bucarest, 1876, manuel).
- Irod național [Moralité nationale], roman, Tipografia Haber, 1895.

#### Divers
- Récits de voyage
  - Călătorie în Moldova de Sus [Voyage en Haute-Moldavie]
  - De la Iași la Roman [De Jassy à Roman]
  - Un vis curioz [Un rêve curieux] (1857, dans Almanah de învățătură și petrecere)

#### Œuvres non publiées

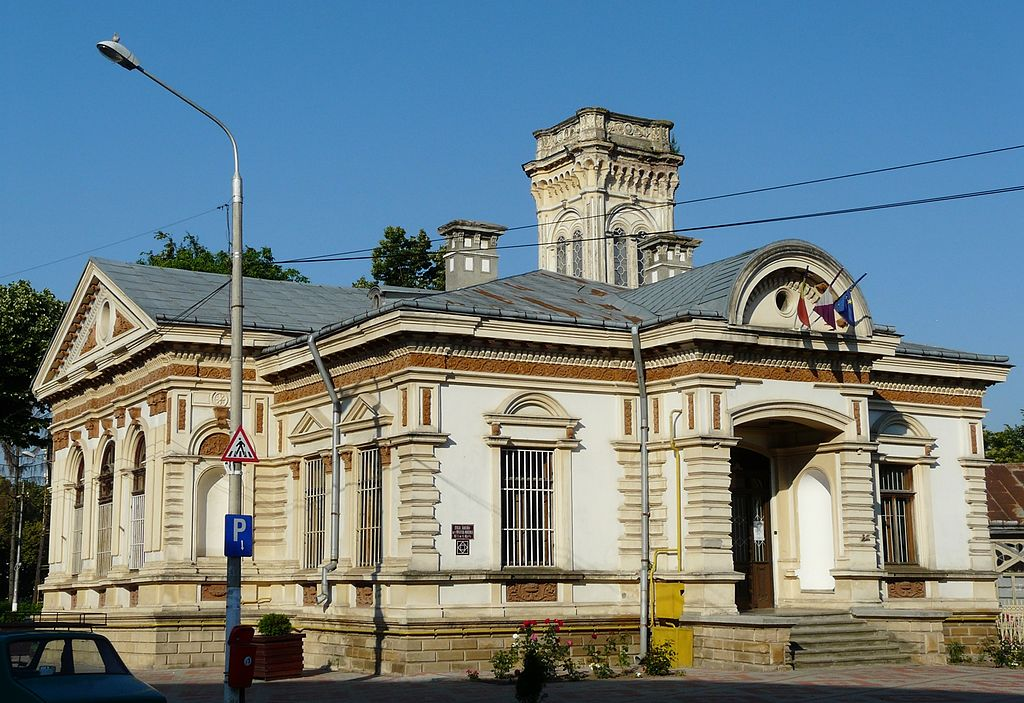
Bibliothèque municipale George Radu Melidon de Roman.

- Questiuni politice [Questions politiques] (1855-1862)
- Cosmologie
- Istorie universală [Histoire universelle]
- Memoriile Unirei [Mémoires de l'Union]
- Scrieri literare [Écrits littéraires] (1854-1862)

## Postérité
Au début du vingtième siècle, une rue proche de l'église „Sfântul Gheorghe” de sa ville natale a pris son nom, que le régime communiste n'a pas conservé. En 1942, sous la direction du professeur Alexandru Epure parut à Roman une monographie sur Melidon.
La bibliothèque municipale de Roman porte son nom, comme une association locale.
Le 30 avril 2015 lui a été accordé le titre de citoyen d'honneur de la ville de Roman.